# Mputa
Mputa ist ein Verwaltungsbezirk (Ward) des Distrikts Namtumbo in der tansanischen Region Ruvuma.

## Geografie
Mputa liegt im Südwesten von Tansania etwa 50 Kilometer Luftlinie nordöstlich der Regionshauptstadt Songea. Der Bezirk grenzt im Norden an Kitanda, im Osten an Mgombasi und Namtumbo, im Süden an Hanga und im Westen an Mtyangimbole und Gumbiro. Bei der Volkszählung 2022 lebten 13.831 Menschen in 2859 Haushalten auf einer Fläche von 238 Quadratkilometern.

## Gliederung
Der Bezirk besteht aus drei Gemeinden (Mtaa) mit elf Orten (Kitongoji):
| Luhangano - Amani - Misufini - Luhangano - Kichangani | Luhimbalilo - Maputo - Nanjengulila - Nyerere - Misufini | Mputa - Upendo - Amani - Nangero |

## Wirtschaft und Infrastruktur
- Landwirtschaft: Die Böden im Bezirk haben nur geringe Fruchtbarkeit. Bei Niederschlägen von 600 bis 1000 Millimeter werden Mais, Sonnenblumen, Sorghum und Erdnüsse angebaut.[8][9]
- Gesundheit: In Mputa liegt ein staatliches Gesundheitszentrum, das Patienten ambulant und stationär versorgt.[10]